# Spoorlijn Uithoorn - Alphen aan den Rijn
De spoorlijn Uithoorn – Alphen aan den Rijn was onderdeel van de Haarlemmermeerspoorlijnen, aangelegd door de Hollandsche Electrische-Spoorweg-Maatschappij (HESM). De lijn liep van Uithoorn via Nieuwveen en Nieuwkoop naar Alphen aan den Rijn, met een korte zijlijn van Nieuwveen naar Ter Aar. De spoorlijn was in gebruik van 1915 tot 1936.

## Geschiedenis
De spoorlijn werd geopend op 1 augustus 1915 en gesloten op 1 januari 1936. De spoorlijn was onderdeel van de Haarlemmermeerspoorlijnen. De zijlijn van Nieuwveen naar Ter Aar werd op 2 januari 1918 geopend (en gesloten op 1 januari 1936). De architect en tevens uitvoerder van het project was Indie Bonenkamp.
Er hebben alleen stoomtreinen op het traject gereden. Het lijntje was ook bekend onder de naam 'Bonenlijntje', omdat er bonen werden aangevoerd. 

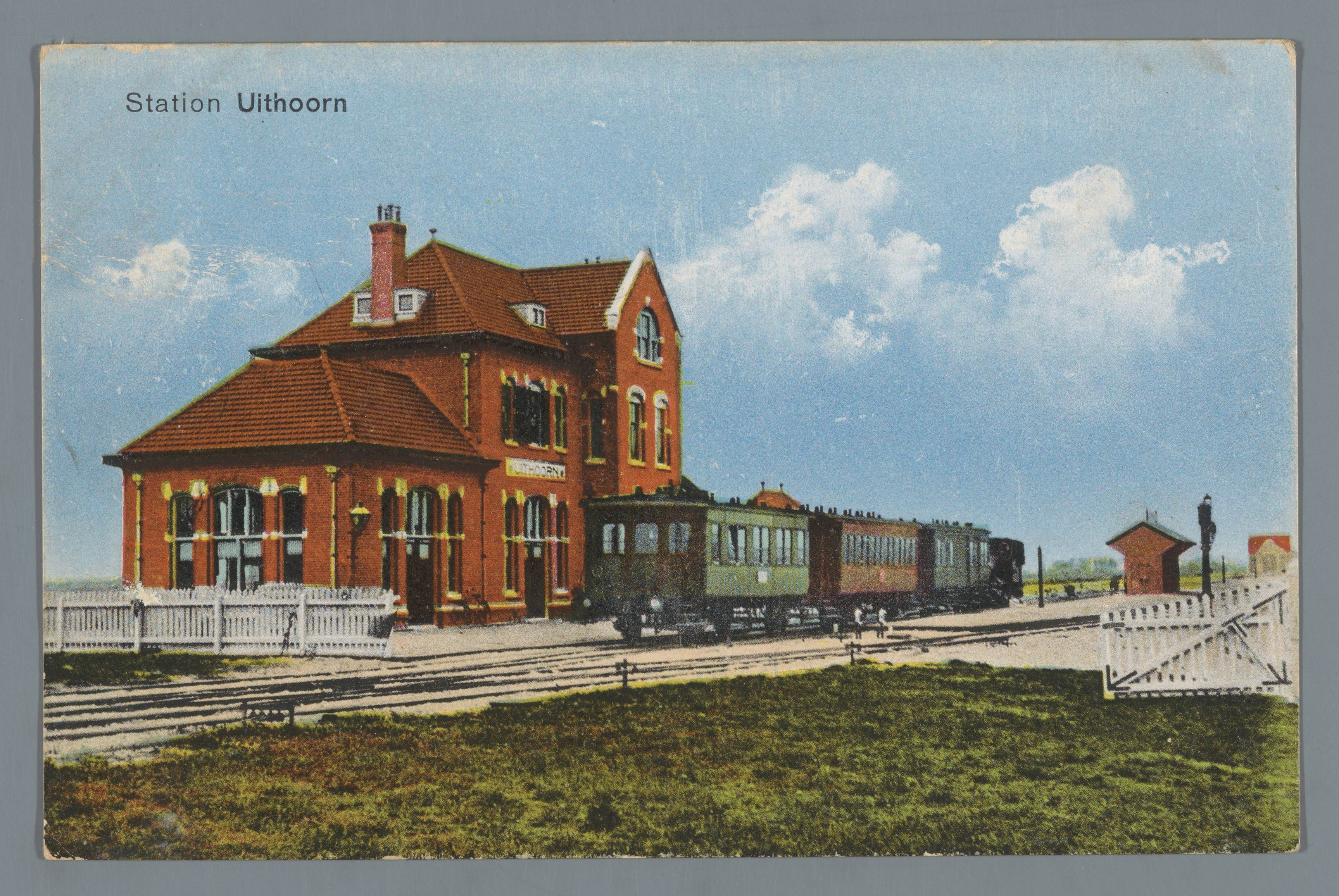
Station Uithoorn; 1915.
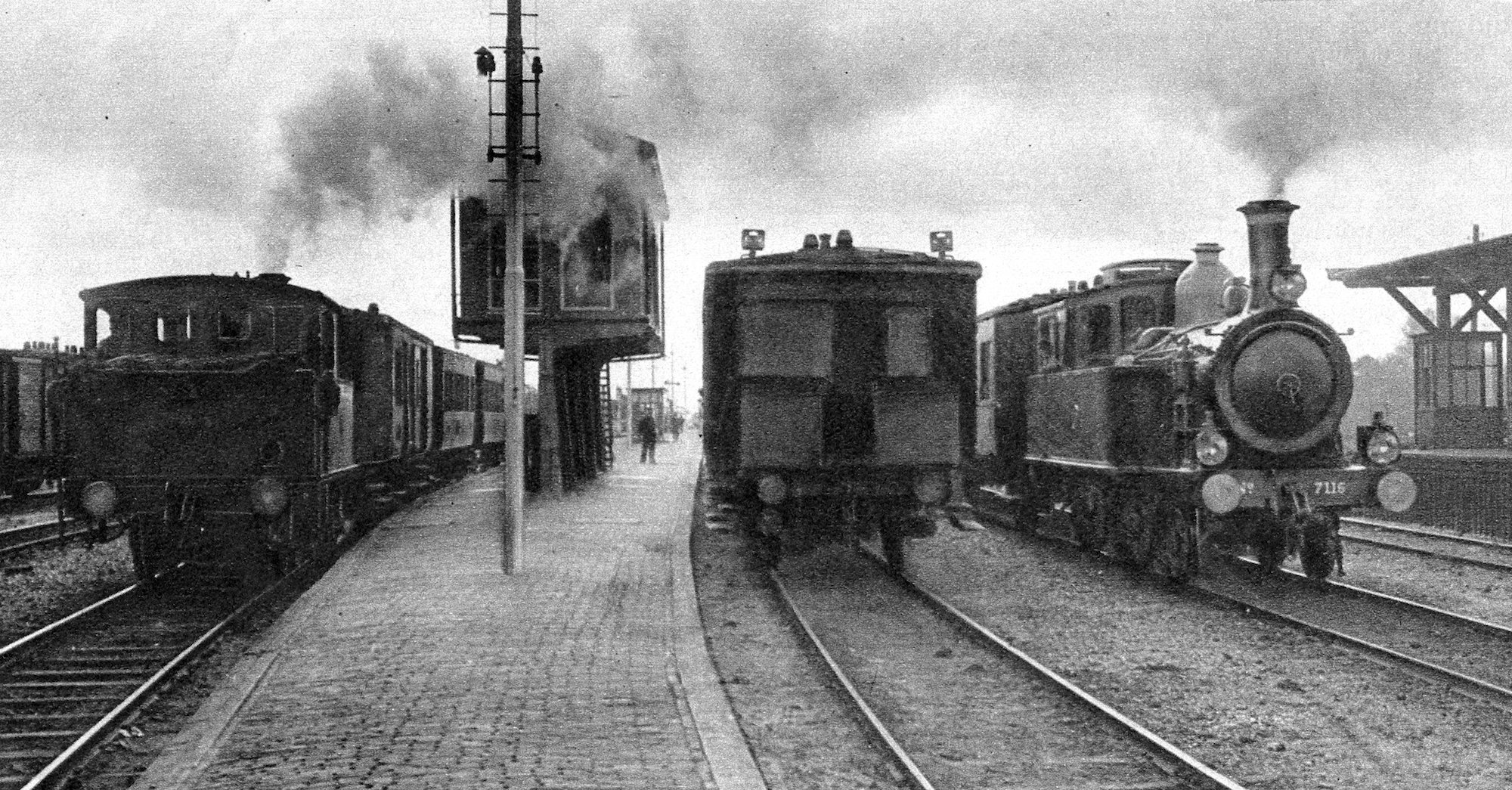
Station Uithoorn; 1935.
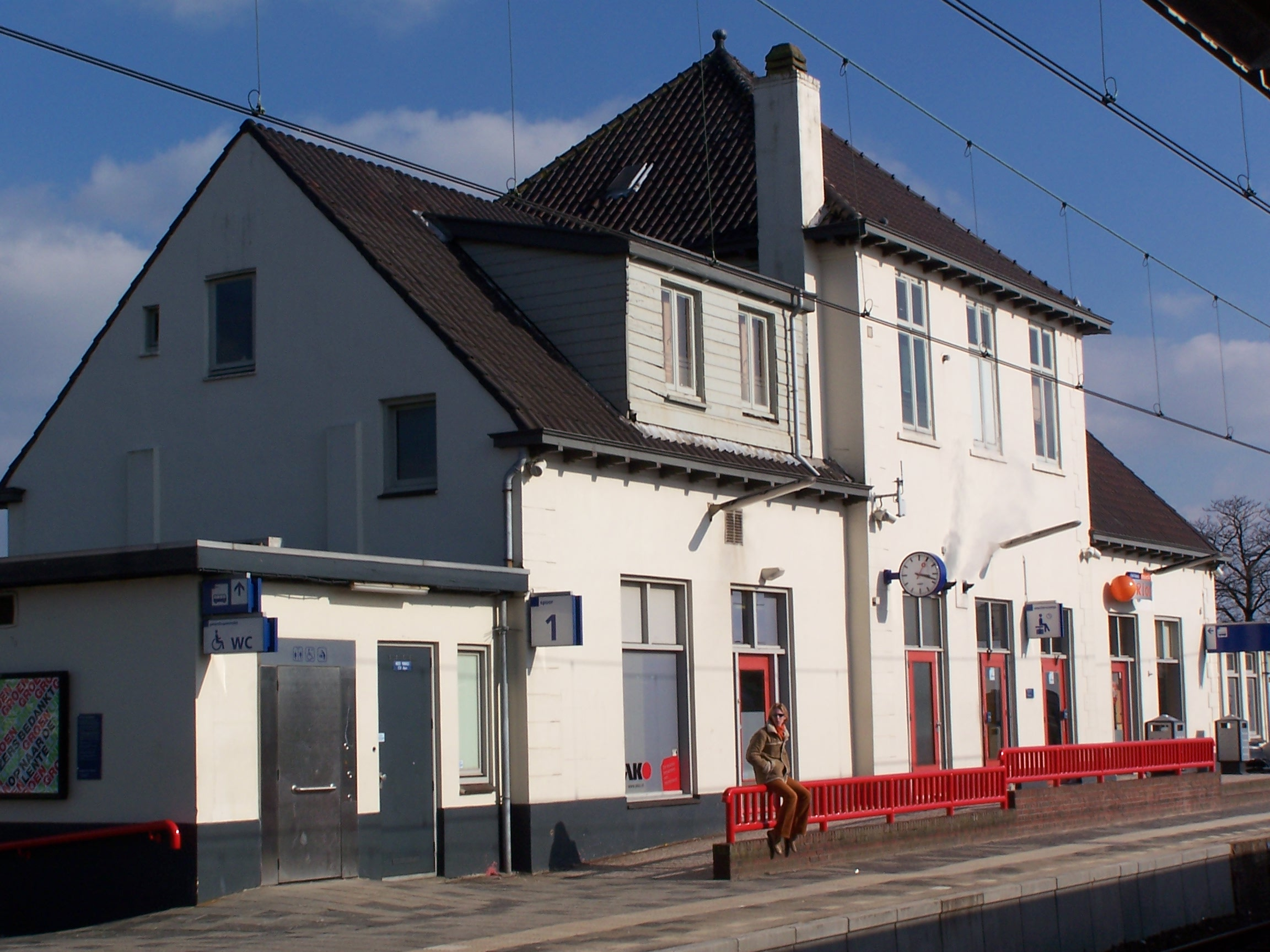
Voormalig stationsgebouw van station Alphen a/d Rijn, kort voor de sloop in 2003.

## Nog overgebleven
Diverse bouwwerken zoals bruggenhoofden, woningen, wachtposten en stations zijn bewaard gebleven. Een deel van de baanlichamen is nog terug te vinden in het landschap. De spoorbrug bij Uithoorn over de Amstel wordt gebruikt als busbaan. Een deel van de vroegere spoordijk is in gebruik voor de N231. Op de volgende locaties zijn restanten te vinden.

### Adressen van de stations en woningen
- Station Uithoorn: Stationsstraat 41. In gebruik als horecagelegenheid. Op de nabijgelegen parkeerplaats staan ter decoratie diverse spoorwegattributen, waaronder een locomotor (nummer 238).
- Wachtpost 53: Mijdrechtse Zuwe 36.
- Wachtpost 55 (brugwachterspost): De Hoef Westzijde 34. Het nummer van de wachtpost is nog altijd mooi geschilderd op spoorwegformaat te zien.
- Station Nieuwveen: Willem Pieter Speelmanweg 39.
- Station Ter Aar: Schilkerweg 1 in Papenveer.
- Station Aarlanderveen: Stationsweg 6. De perronzijde grenst aan de N231.
- Dubbele woning 64A en 64B: Steekterweg 63 en 61; naast station Gouwsluis. Op de zuidzijde van de dubbele woning staat ten onrechte het nummer 61 in spoorwegformaat, dat is echter het huisnummer.
- Station Gouwsluis: Steekterweg 65 (privéterrein).

### Afbeeldingen

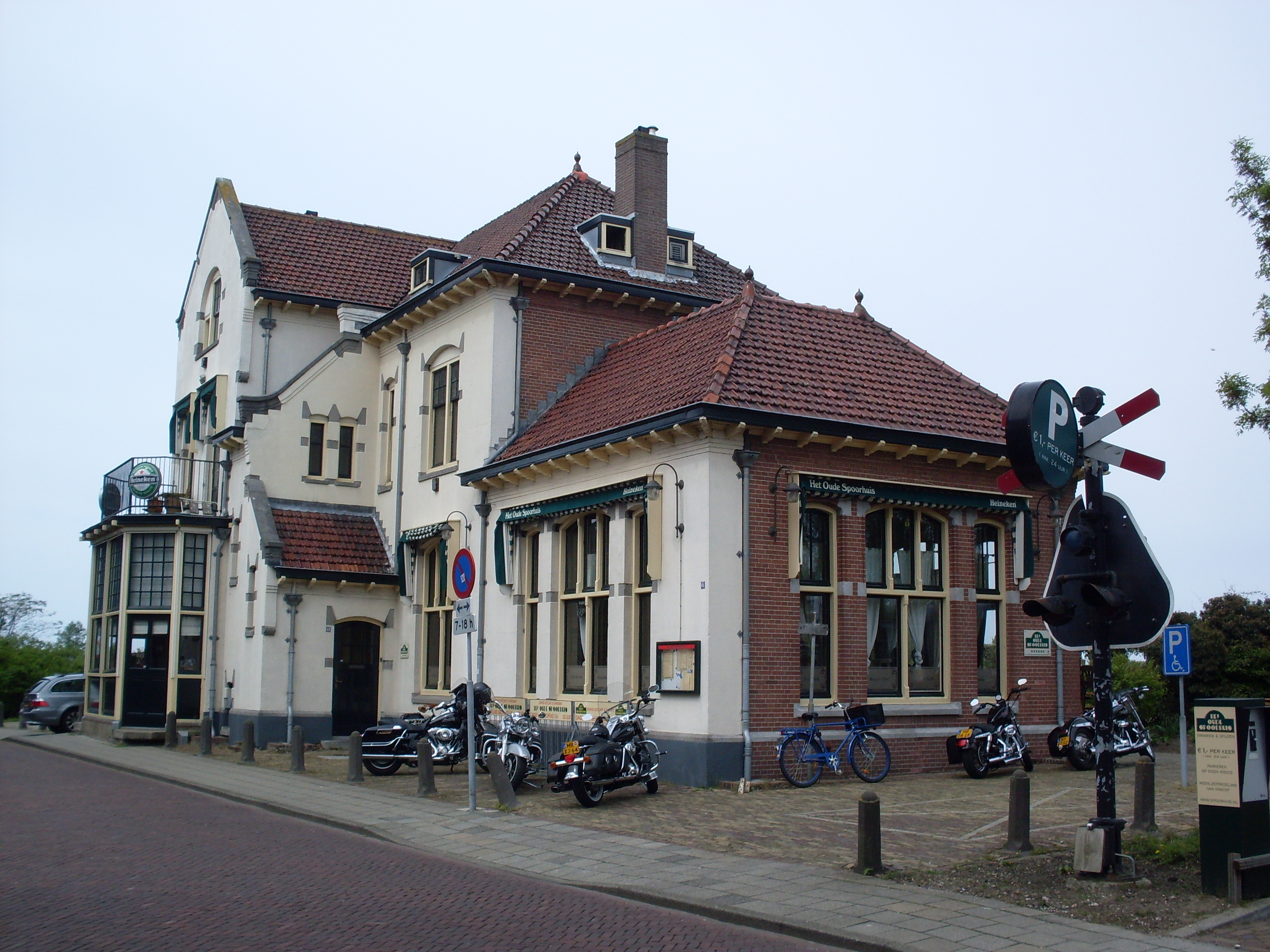
Station Uithoorn; 2012.
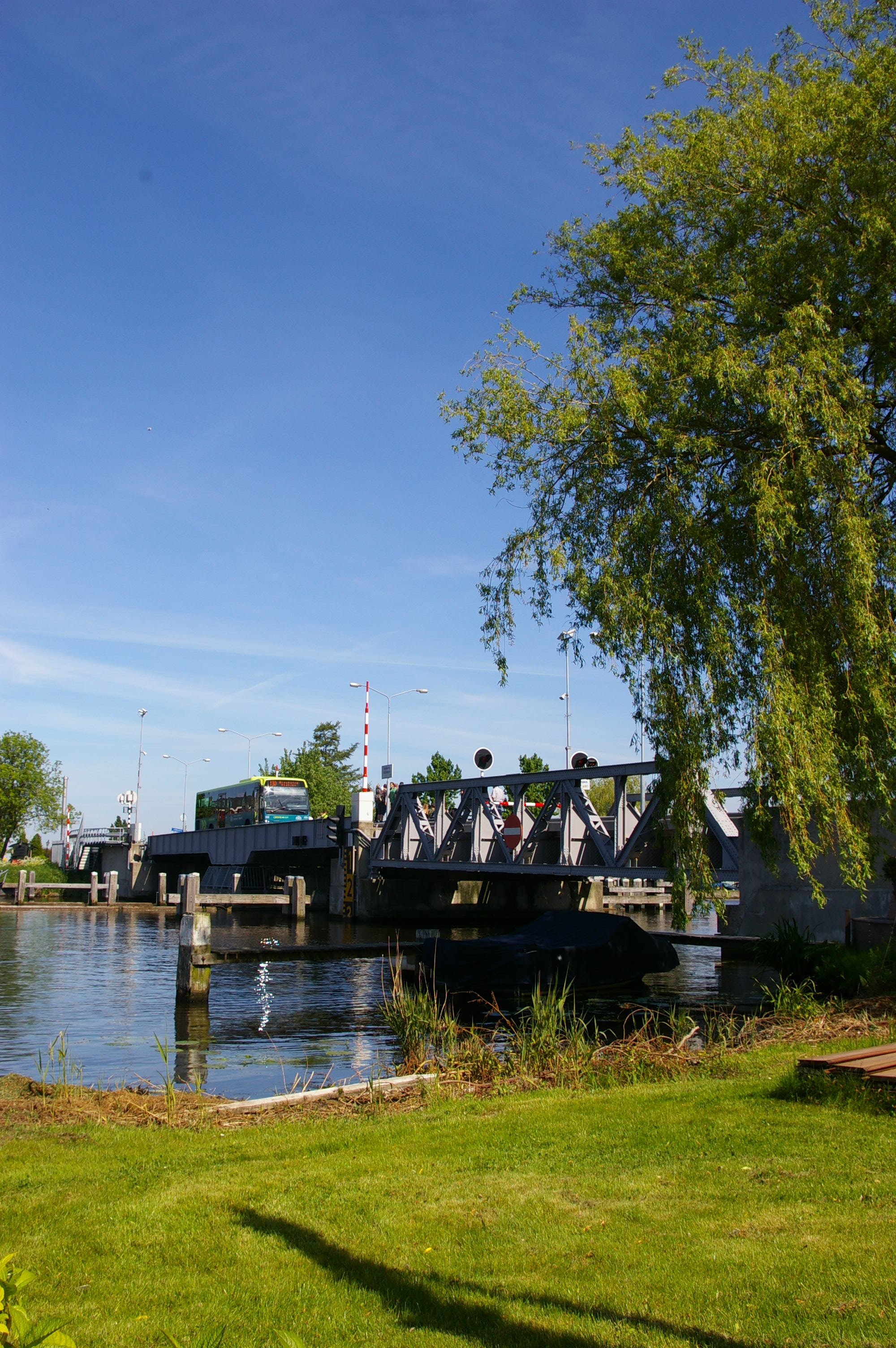
Voormalige spoorbrug in Uithoorn, in gebruik als busbaan; 2020.
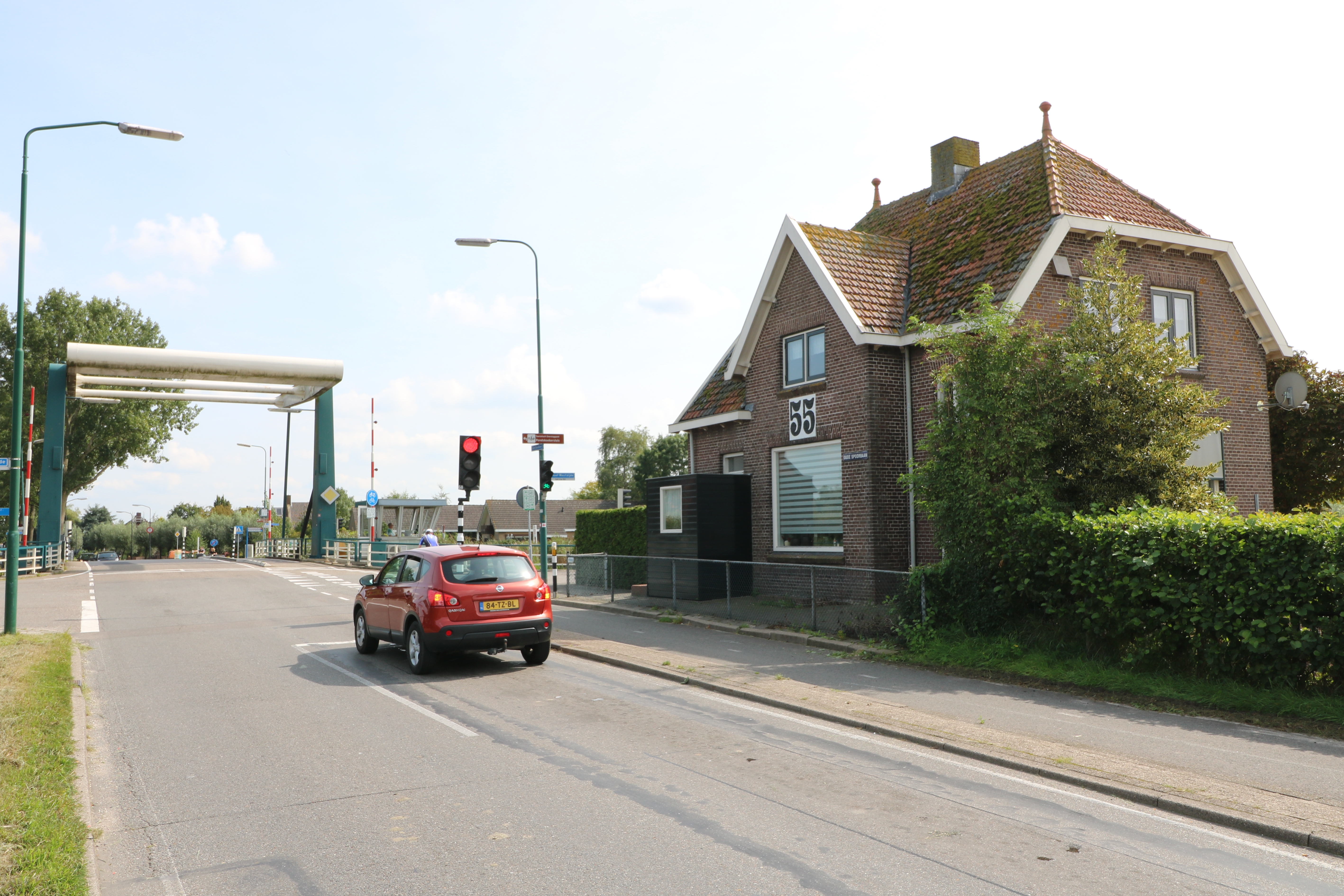
Wachtpost 55; 2017.
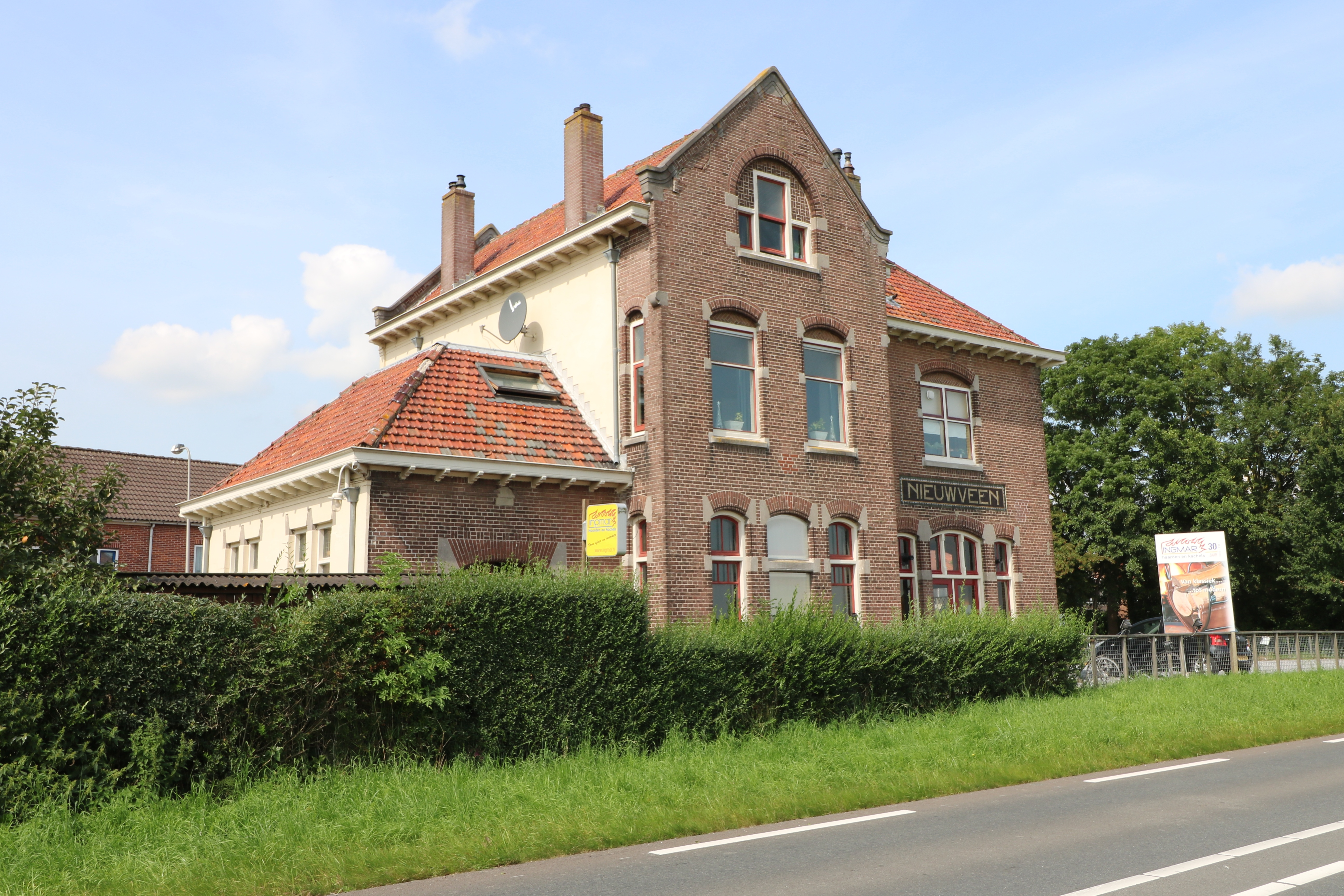
Station Nieuwveen; 2017. Op het voormalige spoortracé ligt de N231.
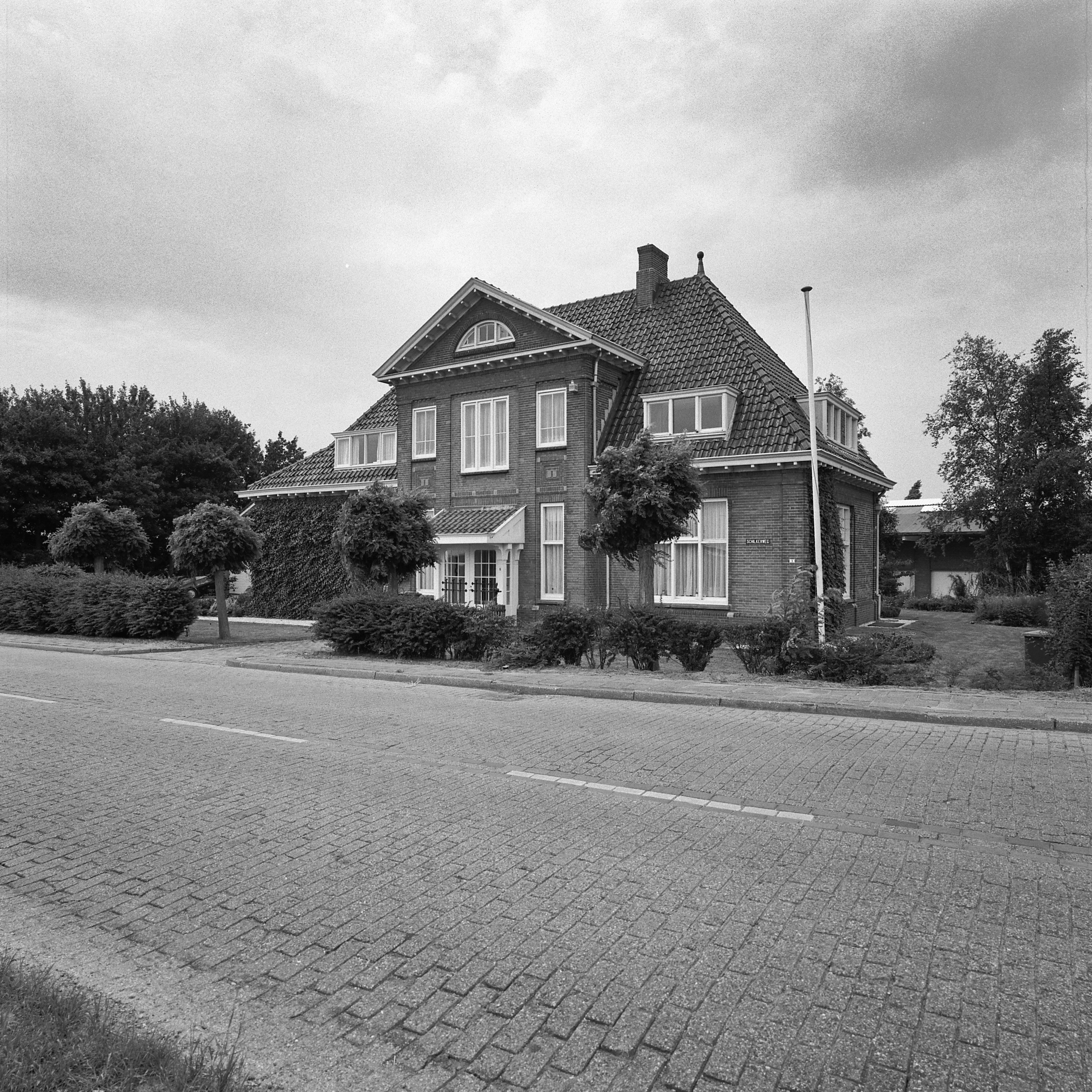
Station Ter Aar; 1996.
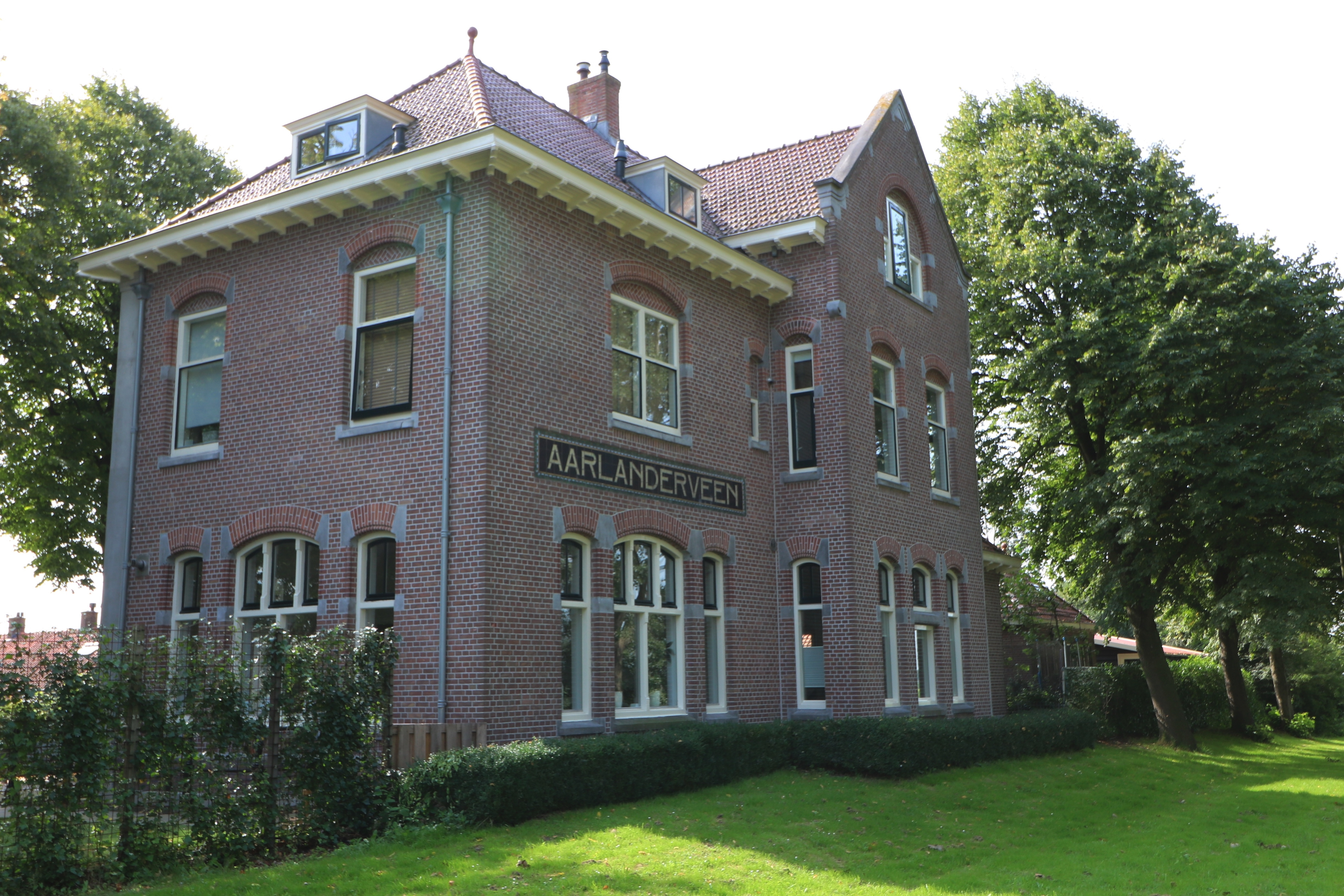
Station Aarlanderveen; 2017.
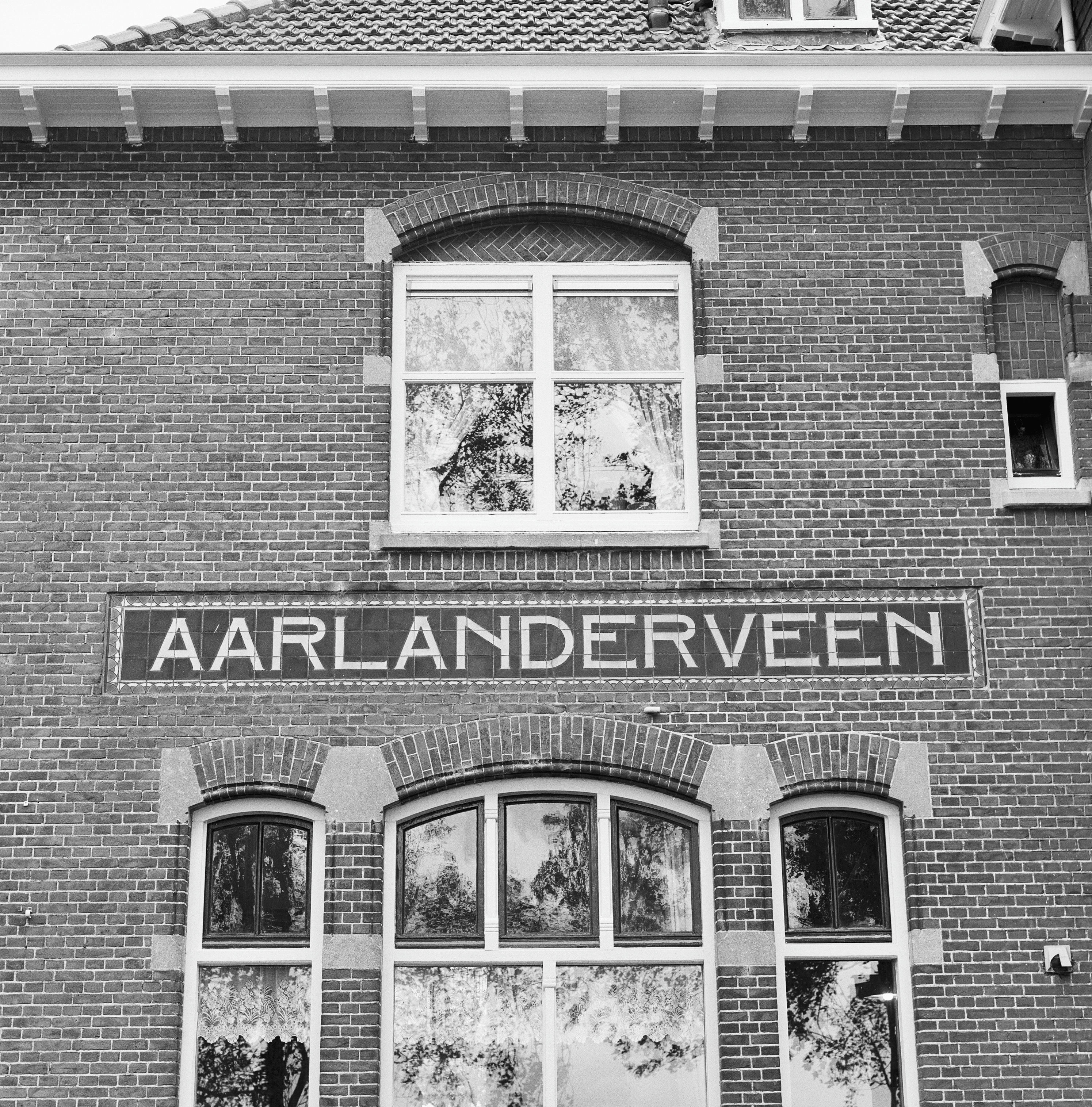
Tegelplateau op het station Aarlanderveen; 2000.
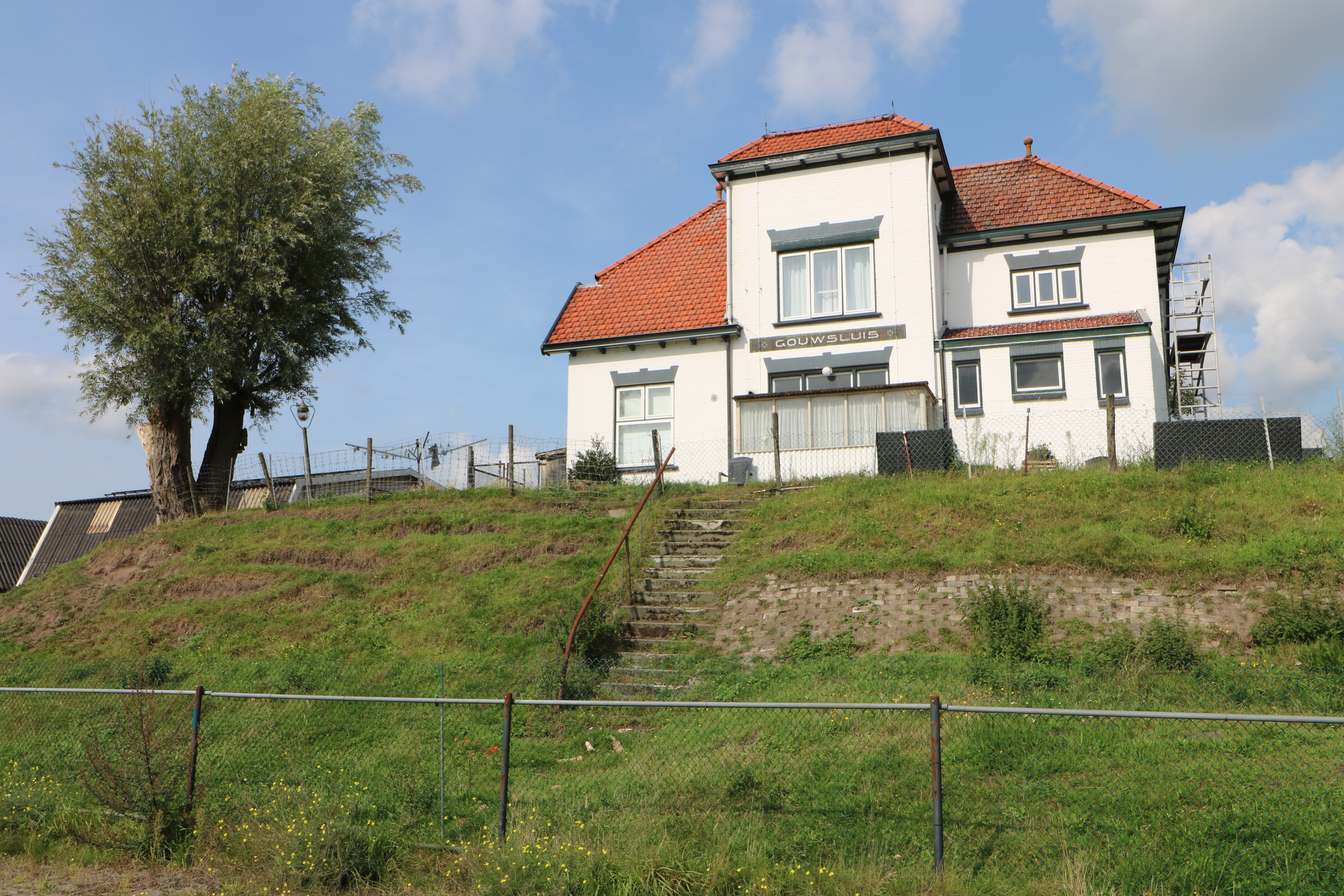
Halte Gouwsluis; 2017.